# Big Giant Circles
Big Giant Circles (também conhecido como BGC) é o apelido de Jimmy Hinson, compositor de chiptune e música eletrônica para jogos eletrônicos. Ele tem contribuiu para as trilhas sonoras de Borderlands 2, Threes!, There Came an Echo, Super Street Fighter II Turbo HD Remix, Call of Duty: Black Ops 2 e Mass Effect 2 (os dois últimos sob liderança do compositor Jack Wall). Mass Effect 2 foi nomeado para um BAFTA Game Award de Melhor Música original.
Hinson, adicionalmente, compõe música de estilo chiptune como um músico independente. A sua estreia discográfica independente, Impostor Nostalgia, foi lançado em formato digital em 12 de setembro de 2011. Hinson é creditado com seu trabalho em vários jogos independentes, incluindo Pocket Mine e Extreme Roadtrip 2, e tem contribuído para OverClocked ReMix. Seu estilo tem lhe rendeu elogios de C418 (compositor para Minecraft), Daniel Floyd de Extra Credits, e Anthony e Ashly Burch de Hey Ash, Whatcha Playin'?; elogios de Danny Baranowsky (compositor da música de Super Meat Boy e The Binding of Isaac); bem como avaliações positiva dos sites Kotaku e GameTrailers.
O último projeto de Hinson é o seu segundo álbum, The Glory Days, lançado em 14 de fevereiro de 2014, depois de ser financiado com sucesso no site Kickstarter, levantando $ 62.778 a partir de um objetivo pretendido de US$ 5.000. Um álbum de remixes, The Glory Days Remixed, foi lançado em 27 de agosto de 2014, e inclui música de Disasterpeace (compositor de Fez), Austin Wintory (compositor da música de Journey), C418, Danny Baranowsky e outros.